# Zorita
Zorita è un comune spagnolo di 1 886 abitanti situato nella comunità autonoma dell'Estremadura.